# Eleições legislativas portuguesas de 2024 nos Açores
| Eleições legislativas portuguesas de 2024 Distritos: Aveiro \| Beja \| Braga \| Bragança \| Castelo Branco \| Coimbra \| Évora \| Faro \| Guarda \| Leiria \| Lisboa \| Portalegre \| Porto \| Santarém \| Setúbal \| Viana do Castelo \| Vila Real \| Viseu \| Açores \| Madeira \| Estrangeiro |

## Resultados por concelho
Os resultados nos concelhos do Região Autónoma dos Açores foram os seguintes:

### Angra do Heroísmo
| Partido                 | Partido                                  | Votos  | %               | +/-   |
| ----------------------- | ---------------------------------------- | ------ | --------------- | ----- |
|                         | Aliança Democrática (PPD/PSD-CDS-PP-PPM) | 7 205  | 41,58 / 100,00  | 5,67  |
|                         | Partido Socialista                       | 5 681  | 32,78 / 100,00  | 10,85 |
|                         | CHEGA                                    | 1 994  | 11,51 / 100,00  | 6,58  |
|                         | Bloco de Esquerda                        | 552    | 3,19 / 100,00   | 0,78  |
|                         | Iniciativa Liberal                       | 502    | 2,90 / 100,00   | 1,22  |
|                         | LIVRE                                    | 271    | 1,56 / 100,00   | 0,75  |
|                         | Pessoas–Animais–Natureza                 | 196    | 1,13 / 100,00   | 0,13  |
|                         | Coligação Democrática Unitária (PCP-PEV) | 174    | 1,00 / 100,00   | 0,22  |
|                         | Outros (com menos de 1,00%)              | 179    | 1,02 / 100,00   |       |
| Votos Inválidos         | Votos Inválidos                          | 575    | 3,32 / 100,00   | 0,19  |
| Total                   | Total                                    | 17 329 | 100,00 / 100,00 |       |
| Eleitorado/Participação | Eleitorado/Participação                  | 33 446 | 51,81 / 100,00  | 7,33  |

| Freguesia                          | %     | %     | %     | %    | %    | %    | %    | %    | Votantes | Taxa de Participação |
| Freguesia                          | AD    | PS    | CH    | BE   | IL   | L    | PAN  | CDU  | Votantes | Taxa de Participação |
| ---------------------------------- | ----- | ----- | ----- | ---- | ---- | ---- | ---- | ---- | -------- | -------------------- |
| Freguesia                          |       |       |       |      |      |      |      |      | Votantes | Taxa de Participação |
| Altares                            | 43,17 | 34,27 | 12,15 | 2,17 | 1,95 | 0,87 | 0,65 | 0,22 | 461      | 54,36                |
| Angra (Nossa Senhora da Conceição) | 34,83 | 36,28 | 11,40 | 4,94 | 2,73 | 1,92 | 2,09 | 1,69 | 1 720    | 46,24                |
| Angra (Santa Luzia)                | 36,20 | 36,94 | 11,24 | 2,31 | 3,80 | 1,82 | 1,74 | 1,49 | 1 210    | 52,95                |
| Angra (São Pedro)                  | 45,68 | 30,58 | 8,59  | 4,24 | 3,71 | 2,07 | 1,17 | 1,06 | 1 887    | 56,96                |
| Angra (Sé)                         | 49,11 | 24,88 | 10,73 | 2,60 | 2,93 | 2,44 | 1,95 | 1,63 | 615      | 55,91                |
| Cinco Ribeiras                     | 49,87 | 24,05 | 12,15 | 3,04 | 3,54 | 1,77 | 0,76 | 0,76 | 395      | 61,72                |
| Doze Ribeiras                      | 39,56 | 32,32 | 13,55 | 3,30 | 1,10 | 2,56 | 1,47 | 0    | 273      | 61,90                |
| Feteira                            | 46,23 | 27,71 | 10,70 | 3,29 | 3,29 | 1,92 | 1,10 | 0,41 | 729      | 58,04                |
| Porto Judeu                        | 41,51 | 33,88 | 11,94 | 3,12 | 2,02 | 1,10 | 0,55 | 0,92 | 1 089    | 46,30                |
| Posto Santo                        | 42,97 | 34,49 | 10,02 | 2,89 | 1,73 | 1,54 | 0,39 | 0,39 | 519      | 54,40                |
| Raminho                            | 43,02 | 36,60 | 8,68  | 3,02 | 2,64 | 0,75 | 0    | 1,13 | 265      | 53,86                |
| Ribeirinha                         | 47,33 | 32,08 | 10,48 | 1,66 | 2,10 | 1,30 | 0,94 | 0,22 | 1 384    | 56,56                |
| Santa Bárbara                      | 43,65 | 30,80 | 14,24 | 1,24 | 3,41 | 0,62 | 0,46 | 1,24 | 646      | 51,72                |
| São Bartolomeu dos Regatos         | 41,93 | 28,62 | 13,00 | 3,14 | 3,56 | 2,31 | 1,05 | 0,94 | 954      | 53,00                |
| São Bento                          | 38,52 | 38,82 | 10,78 | 2,79 | 2,00 | 1,10 | 0,80 | 0,60 | 1 002    | 55,73                |
| São Mateus da Calheta              | 39,48 | 32,76 | 12,47 | 4,20 | 2,59 | 1,32 | 1,38 | 1,72 | 1 740    | 47,96                |
| Serreta                            | 39,39 | 35,15 | 14,55 | 2,42 | 0,61 | 0,61 | 0,61 | 1,21 | 165      | 47,97                |
| Terra Chã                          | 35,14 | 35,53 | 13,62 | 3,41 | 3,48 | 1,78 | 1,01 | 0,70 | 1 292    | 48,72                |
| Vila de São Sebastião              | 45,27 | 30,52 | 12,61 | 2,14 | 3,76 | 0,61 | 0,71 | 0,81 | 983      | 46,22                |
| Angra do Heroísmo                  | 41,58 | 32,78 | 11,51 | 3,19 | 2,90 | 1,56 | 1,13 | 1,00 | 17 329   | 51,81                |

### Calheta
| Partido                 | Partido                                  | Votos | %               | +/-   |
| ----------------------- | ---------------------------------------- | ----- | --------------- | ----- |
|                         | Aliança Democrática (PPD/PSD-CDS-PP-PPM) | 883   | 51,94 / 100,00  | 11,28 |
|                         | Partido Socialista                       | 432   | 25,41 / 100,00  | 16,57 |
|                         | CHEGA                                    | 158   | 9,29 / 100,00   | 5,86  |
|                         | Bloco de Esquerda                        | 31    | 1,82 / 100,00   | 1,55  |
|                         | Iniciativa Liberal                       | 30    | 1,76 / 100,00   | 0,23  |
|                         | Alternativa Democrática Nacional         | 28    | 1,65 / 100,00   | 0,62  |
|                         | Coligação Democrática Unitária (PCP-PEV) | 22    | 1,29 / 100,00   | 0,19  |
|                         | LIVRE                                    | 19    | 1,12 / 100,00   | 0,57  |
|                         | Outros (com menos de 1,00%)              | 28    | 1,65 / 100,00   |       |
| Votos Inválidos         | Votos Inválidos                          | 69    | 4,06 / 100,00   | 0,13  |
| Total                   | Total                                    | 1 700 | 100,00 / 100,00 |       |
| Eleitorado/Participação | Eleitorado/Participação                  | 3 723 | 45,66 / 100,00  | 6,69  |

| Freguesia                       | %     | %     | %     | %    | %    | %    | %    | %    | Votantes | Taxa de Participação |
| Freguesia                       | AD    | PS    | CH    | BE   | IL   | ADN  | CDU  | L    | Votantes | Taxa de Participação |
| ------------------------------- | ----- | ----- | ----- | ---- | ---- | ---- | ---- | ---- | -------- | -------------------- |
| Freguesia                       |       |       |       |      |      |      |      |      | Votantes | Taxa de Participação |
| Calheta                         | 44,66 | 30,62 | 9,41  | 2,39 | 1,91 | 1,28 | 1,75 | 1,12 | 627      | 46,69                |
| Norte Pequeno                   | 60,00 | 19,09 | 12,73 | 1,82 | 0    | 0,91 | 0    | 0,91 | 110      | 56,12                |
| Ribeira Seca                    | 58,26 | 20,54 | 8,93  | 1,56 | 2,23 | 1,56 | 0,89 | 1,34 | 448      | 45,03                |
| Santo Antão                     | 58,60 | 21,05 | 6,32  | 1,40 | 1,40 | 2,81 | 1,75 | 1,05 | 285      | 40,08                |
| Topo (Nossa Senhora do Rosário) | 47,39 | 29,13 | 11,74 | 1,30 | 1,74 | 1,74 | 0,87 | 0,87 | 230      | 48,12                |
| Calheta                         | 51,94 | 25,41 | 9,29  | 1,82 | 1,76 | 1,65 | 1,29 | 1,12 | 1 700    | 45,66                |

### Corvo
| Partido                 | Partido                                  | Votos | %               | +/-   |
| ----------------------- | ---------------------------------------- | ----- | --------------- | ----- |
|                         | Aliança Democrática (PPD/PSD-CDS-PP-PPM) | 111   | 41,73 / 100,00  | 11,13 |
|                         | Partido Socialista                       | 108   | 40,60 / 100,00  | 14,14 |
|                         | CHEGA                                    | 21    | 7,89 / 100,00   | 4,01  |
|                         | Bloco de Esquerda                        | 9     | 3,38 / 100,00   | 0,79  |
|                         | Coligação Democrática Unitária (PCP-PEV) | 4     | 1,50 / 100,00   | 3,67  |
|                         | Outros (com menos de 1,00%)              | 6     | 2,25 / 100,00   |       |
| Votos Inválidos         | Votos Inválidos                          | 7     | 2,63 / 100,00   | 2,20  |
| Total                   | Total                                    | 266   | 100,00 / 100,00 |       |
| Eleitorado/Participação | Eleitorado/Participação                  | 355   | 74,93 / 100,00  | 8,26  |

| Freguesia | %     | %     | %    | %    | %    | Votantes | Taxa de Participação |
| Freguesia | AD    | PS    | CH   | BE   | CDU  | Votantes | Taxa de Participação |
| --------- | ----- | ----- | ---- | ---- | ---- | -------- | -------------------- |
| Freguesia |       |       |      |      |      | Votantes | Taxa de Participação |
| Corvo     | 41,73 | 40,60 | 7,89 | 3,38 | 1,50 | 266      | 74,93                |
| Corvo     | 41,73 | 40,60 | 7,89 | 3,38 | 1,50 | 266      | 74,93                |

### Horta
| Partido                 | Partido                                  | Votos  | %               | +/-  |
| ----------------------- | ---------------------------------------- | ------ | --------------- | ---- |
|                         | Aliança Democrática (PPD/PSD-CDS-PP-PPM) | 2 998  | 42,99 / 100,00  | 2,97 |
|                         | Partido Socialista                       | 2 026  | 29,05 / 100,00  | 9,58 |
|                         | CHEGA                                    | 722    | 10,35 / 100,00  | 6,65 |
|                         | Bloco de Esquerda                        | 290    | 4,16 / 100,00   | 0,21 |
|                         | Coligação Democrática Unitária (PCP-PEV) | 181    | 2,60 / 100,00   | 0,98 |
|                         | Iniciativa Liberal                       | 160    | 2,29 / 100,00   | 0,34 |
|                         | LIVRE                                    | 157    | 2,25 / 100,00   | 1,39 |
|                         | Pessoas–Animais–Natureza                 | 89     | 1,28 / 100,00   | 0,11 |
|                         | Outros (com menos de 1,00%)              | 76     | 1,08 / 100,00   |      |
| Votos Inválidos         | Votos Inválidos                          | 275    | 3,95 / 100,00   | 0,08 |
| Total                   | Total                                    | 6 974  | 100,00 / 100,00 |      |
| Eleitorado/Participação | Eleitorado/Participação                  | 13 011 | 53,60 / 100,00  | 8,84 |

| Freguesia           | %     | %     | %     | %    | %    | %    | %    | %    | Votantes | Taxa de Participação |
| Freguesia           | AD    | PS    | CH    | BE   | CDU  | IL   | L    | PAN  | Votantes | Taxa de Participação |
| ------------------- | ----- | ----- | ----- | ---- | ---- | ---- | ---- | ---- | -------- | -------------------- |
| Freguesia           |       |       |       |      |      |      |      |      | Votantes | Taxa de Participação |
| Capelo              | 35,11 | 37,02 | 10,31 | 3,05 | 4,20 | 1,53 | 1,53 | 1,91 | 262      | 53,69                |
| Castelo Branco      | 44,13 | 30,07 | 13,35 | 2,85 | 0,71 | 1,25 | 1,25 | 0,71 | 562      | 49,26                |
| Cedros              | 59,91 | 18,65 | 7,69  | 2,80 | 2,80 | 0,70 | 0,47 | 1,17 | 429      | 58,37                |
| Feteira             | 38,19 | 32,81 | 11,68 | 2,89 | 1,71 | 3,02 | 2,10 | 1,18 | 762      | 47,86                |
| Flamengos           | 41,27 | 29,36 | 13,94 | 3,52 | 2,44 | 2,30 | 0,54 | 1,35 | 739      | 52,52                |
| Horta (Angústias)   | 38,72 | 31,95 | 8,39  | 5,51 | 3,61 | 2,89 | 2,98 | 1,99 | 1 108    | 53,19                |
| Horta (Conceição)   | 41,42 | 31,15 | 9,03  | 3,89 | 1,42 | 1,95 | 3,36 | 2,30 | 565      | 54,64                |
| Horta (Matriz)      | 40,60 | 29,90 | 7,68  | 5,47 | 3,76 | 3,10 | 4,25 | 1,14 | 1 224    | 55,09                |
| Pedro Miguel        | 49,70 | 24,24 | 11,52 | 3,03 | 2,42 | 2,73 | 1,21 | 0,30 | 330      | 53,40                |
| Praia do Almoxarife | 39,29 | 32,01 | 12,36 | 5,08 | 2,21 | 1,55 | 2,87 | 0,66 | 453      | 60,89                |
| Praia do Norte      | 56,38 | 19,46 | 8,72  | 3,36 | 2,68 | 0,67 | 0,67 | 0    | 149      | 68,35                |
| Ribeirinha          | 48,47 | 20,41 | 16,84 | 4,08 | 1,53 | 2,55 | 0,51 | 0,51 | 196      | 51,99                |
| Salão               | 63,59 | 11,79 | 8,72  | 5,13 | 2,05 | 1,54 | 0,51 | 1,03 | 195      | 55,40                |
| Horta               | 42,99 | 29,05 | 10,35 | 4,16 | 2,60 | 2,29 | 2,25 | 1,28 | 6 974    | 53,60                |

### Lagoa
| Partido                 | Partido                                  | Votos  | %               | +/-   |
| ----------------------- | ---------------------------------------- | ------ | --------------- | ----- |
|                         | Aliança Democrática (PPD/PSD-CDS-PP-PPM) | 1 809  | 32,64 / 100,00  | 8,06  |
|                         | Partido Socialista                       | 1 769  | 31,91 / 100,00  | 17,39 |
|                         | CHEGA                                    | 1 156  | 20,86 / 100,00  | 12,66 |
|                         | Bloco de Esquerda                        | 162    | 2,92 / 100,00   | 1,44  |
|                         | Iniciativa Liberal                       | 152    | 2,74 / 100,00   | 2,50  |
|                         | Pessoas–Animais–Natureza                 | 124    | 2,24 / 100,00   | 0,62  |
|                         | LIVRE                                    | 94     | 1,70 / 100,00   | 0,84  |
|                         | Outros (com menos de 1,00%)              | 132    | 2,38 / 100,00   |       |
| Votos Inválidos         | Votos Inválidos                          | 145    | 2,61 / 100,00   | 0,47  |
| Total                   | Total                                    | 5 543  | 100,00 / 100,00 |       |
| Eleitorado/Participação | Eleitorado/Participação                  | 12 998 | 42,65 / 100,00  | 10,21 |

| Freguesia                        | %     | %     | %     | %    | %    | %    | %    | Votantes | Taxa de Participação |
| Freguesia                        | AD    | PS    | CH    | BE   | IL   | PAN  | L    | Votantes | Taxa de Participação |
| -------------------------------- | ----- | ----- | ----- | ---- | ---- | ---- | ---- | -------- | -------------------- |
| Freguesia                        |       |       |       |      |      |      |      | Votantes | Taxa de Participação |
| Água de Pau                      | 31,94 | 34,25 | 24,59 | 1,21 | 1,32 | 1,76 | 1,43 | 911      | 32,91                |
| Cabouco                          | 32,65 | 32,05 | 21,97 | 3,00 | 1,56 | 2,64 | 1,56 | 833      | 47,60                |
| Lagoa (Nossa Senhora do Rosário) | 34,97 | 30,28 | 17,16 | 3,83 | 3,74 | 2,19 | 2,15 | 2 325    | 47,68                |
| Lagoa (Santa Cruz)               | 29,39 | 32,60 | 23,59 | 2,67 | 2,84 | 2,44 | 1,37 | 1 310    | 40,57                |
| Ribeira Chã                      | 29,27 | 35,98 | 25,00 | 1,22 | 1,83 | 1,22 | 0    | 164      | 43,73                |
| Lagoa                            | 32,64 | 31,91 | 20,86 | 2,92 | 2,74 | 2,24 | 1,70 | 5 543    | 42,65                |

### Lajes das Flores
| Partido                 | Partido                                  | Votos | %               | +/-   |
| ----------------------- | ---------------------------------------- | ----- | --------------- | ----- |
|                         | Partido Socialista                       | 254   | 34,79 / 100,00  | 7,80  |
|                         | Aliança Democrática (PPD/PSD-CDS-PP-PPM) | 253   | 34,66 / 100,00  | 2,97  |
|                         | CHEGA                                    | 96    | 13,15 / 100,00  | 7,53  |
|                         | Bloco de Esquerda                        | 32    | 4,38 / 100,00   | 0,63  |
|                         | Iniciativa Liberal                       | 15    | 2,05 / 100,00   | 0,01  |
|                         | Coligação Democrática Unitária (PCP-PEV) | 15    | 2,05 / 100,00   | 0,01  |
|                         | LIVRE                                    | 13    | 1,78 / 100,00   | 1,10  |
|                         | Pessoas–Animais–Natureza                 | 12    | 1,64 / 100,00   | 0,79  |
|                         | Alternativa Democrática Nacional         | 9     | 1,23 / 100,00   | 0,72  |
|                         | Outros (com menos de 1,00%)              | 3     | 0,41 / 100,00   |       |
| Votos Inválidos         | Votos Inválidos                          | 28    | 3,84 / 100,00   | 2,97  |
| Total                   | Total                                    | 730   | 100,00 / 100,00 |       |
| Eleitorado/Participação | Eleitorado/Participação                  | 1 245 | 58,63 / 100,00  | 12,01 |

| Freguesia        | %     | %     | %     | %    | %     | %    | %    | %    | %    | Votantes | Taxa de Participação |
| Freguesia        | PS    | AD    | CH    | BE   | IL    | CDU  | L    | PAN  | ADN  | Votantes | Taxa de Participação |
| ---------------- | ----- | ----- | ----- | ---- | ----- | ---- | ---- | ---- | ---- | -------- | -------------------- |
| Freguesia        |       |       |       |      |       |      |      |      |      | Votantes | Taxa de Participação |
| Fajã Grande      | 40,54 | 37,84 | 15,32 | 0    | 0,90  | 0    | 0    | 0,90 | 0,90 | 111      | 57,51                |
| Fajãzinha        | 45,83 | 22,92 | 20,83 | 0    | 0     | 0    | 2,08 | 0    | 0    | 48       | 69,57                |
| Fazenda          | 31,62 | 34,56 | 14,71 | 5,88 | 1,47  | 3,68 | 2,94 | 0,74 | 1,47 | 136      | 61,26                |
| Lajedo           | 33,33 | 44,44 | 4,44  | 4,44 | 0     | 8,89 | 0    | 2,22 | 0    | 45       | 55,56                |
| Lajes das Flores | 35,79 | 34,32 | 11,44 | 5,17 | 2,95  | 1,11 | 1,11 | 1,85 | 2,21 | 271      | 54,97                |
| Lomba            | 25,93 | 35,19 | 14,81 | 6,48 | 1,85  | 2,78 | 4,63 | 3,70 | 0    | 108      | 67,08                |
| Mosteiro         | 36,36 | 18,18 | 0     | 9,09 | 18,18 | 0    | 0    | 0    | 0    | 11       | 42,31                |
| Lajes das Flores | 34,79 | 34,66 | 13,15 | 4,38 | 2,05  | 2,05 | 1,78 | 1,64 | 1,23 | 730      | 58,63                |

### Lajes do Pico
| Partido                 | Partido                                  | Votos | %               | +/-   |
| ----------------------- | ---------------------------------------- | ----- | --------------- | ----- |
|                         | Aliança Democrática (PPD/PSD-CDS-PP-PPM) | 960   | 41,72 / 100,00  | 5,33  |
|                         | Partido Socialista                       | 820   | 35,64 / 100,00  | 12,02 |
|                         | CHEGA                                    | 217   | 9,43 / 100,00   | 6,29  |
|                         | Bloco de Esquerda                        | 53    | 2,30 / 100,00   | 0,09  |
|                         | Coligação Democrática Unitária (PCP-PEV) | 34    | 1,48 / 100,00   | 0,12  |
|                         | Iniciativa Liberal                       | 28    | 1,22 / 100,00   | 0,48  |
|                         | LIVRE                                    | 26    | 1,13 / 100,00   | 0,72  |
|                         | Outros (com menos de 1,00%)              | 39    | 1,69 / 100,00   |       |
| Votos Inválidos         | Votos Inválidos                          | 124   | 5,39 / 100,00   | 0,40  |
| Total                   | Total                                    | 2 301 | 100,00 / 100,00 |       |
| Eleitorado/Participação | Eleitorado/Participação                  | 4 483 | 51,33 / 100,00  | 7,43  |

| Freguesia          | %     | %     | %     | %    | %    | %    | %    | Votantes | Taxa de Participação |
| Freguesia          | AD    | PS    | CH    | BE   | CDU  | IL   | L    | Votantes | Taxa de Participação |
| ------------------ | ----- | ----- | ----- | ---- | ---- | ---- | ---- | -------- | -------------------- |
| Freguesia          |       |       |       |      |      |      |      | Votantes | Taxa de Participação |
| Calheta de Nesquim | 39,24 | 36,08 | 8,86  | 3,80 | 0    | 1,90 | 0,63 | 158      | 46,06                |
| Lajes do Pico      | 35,12 | 37,81 | 12,72 | 2,45 | 1,28 | 1,52 | 1,63 | 857      | 52,97                |
| Piedade            | 52,89 | 32,63 | 6,32  | 1,05 | 1,05 | 1,32 | 0,79 | 380      | 47,44                |
| Ribeiras           | 43,72 | 32,06 | 8,97  | 2,47 | 2,91 | 0,90 | 1,57 | 446      | 51,80                |
| Ribeirinha         | 42,08 | 43,89 | 1,81  | 0,90 | 1,36 | 0    | 0,45 | 221      | 54,17                |
| São João           | 45,19 | 31,38 | 10,88 | 3,77 | 1,26 | 1,26 | 0    | 239      | 52,88                |
| Lajes do Pico      | 41,72 | 35,64 | 9,43  | 2,30 | 1,48 | 1,22 | 1,13 | 2 301    | 51,33                |

### Madalena
| Partido                 | Partido                                  | Votos | %               | +/-   |
| ----------------------- | ---------------------------------------- | ----- | --------------- | ----- |
|                         | Aliança Democrática (PPD/PSD-CDS-PP-PPM) | 1 327 | 45,46 / 100,00  | 5,78  |
|                         | Partido Socialista                       | 835   | 28,61 / 100,00  | 13,55 |
|                         | CHEGA                                    | 329   | 11,29 / 100,00  | 7,14  |
|                         | Bloco de Esquerda                        | 84    | 2,88 / 100,00   | 1,14  |
|                         | Iniciativa Liberal                       | 62    | 2,12 / 100,00   | 0,74  |
|                         | Pessoas–Animais–Natureza                 | 37    | 1,27 / 100,00   | 0,32  |
|                         | Coligação Democrática Unitária (PCP-PEV) | 34    | 1,16 / 100,00   | 0,25  |
|                         | Outros (com menos de 1,00%)              | 65    | 2,22 / 100,00   |       |
| Votos Inválidos         | Votos Inválidos                          | 146   | 5,00 / 100,00   | 0,18  |
| Total                   | Total                                    | 2 919 | 100,00 / 100,00 |       |
| Eleitorado/Participação | Eleitorado/Participação                  | 6 032 | 48,39 / 100,00  | 8,07  |

| Freguesia     | %     | %     | %     | %    | %    | %    | %    | Votantes | Taxa de Participação |
| Freguesia     | AD    | PS    | CH    | BE   | IL   | PAN  | CDU  | Votantes | Taxa de Participação |
| ------------- | ----- | ----- | ----- | ---- | ---- | ---- | ---- | -------- | -------------------- |
| Freguesia     |       |       |       |      |      |      |      | Votantes | Taxa de Participação |
| Bandeiras     | 42,16 | 28,10 | 17,32 | 4,25 | 1,63 | 1,63 | 0,65 | 306      | 45,88                |
| Candelária    | 37,80 | 34,45 | 10,29 | 3,11 | 3,11 | 1,44 | 0,96 | 418      | 52,78                |
| Criação Velha | 49,47 | 23,54 | 11,38 | 2,38 | 1,59 | 1,06 | 1,85 | 378      | 48,15                |
| Madalena      | 46,10 | 26,54 | 11,53 | 2,84 | 2,92 | 1,38 | 1,46 | 1 232    | 46,72                |
| São Caetano   | 57,83 | 26,09 | 8,70  | 2,17 | 0,43 | 0,87 | 0,87 | 230      | 46,09                |
| São Mateus    | 42,82 | 36,34 | 7,89  | 2,54 | 0,28 | 1,41 | 0,28 | 355      | 54,45                |
| Madalena      | 45,46 | 28,61 | 11,27 | 2,88 | 2,12 | 1,27 | 1,16 | 2 919    | 48,39                |

### Nordeste
| Partido                 | Partido                                  | Votos | %               | +/-   |
| ----------------------- | ---------------------------------------- | ----- | --------------- | ----- |
|                         | Aliança Democrática (PPD/PSD-CDS-PP-PPM) | 998   | 42,06 / 100,00  | 6,04  |
|                         | Partido Socialista                       | 754   | 31,77 / 100,00  | 11,13 |
|                         | CHEGA                                    | 322   | 13,57 / 100,00  | 7,03  |
|                         | Bloco de Esquerda                        | 49    | 2,06 / 100,00   | 0,79  |
|                         | Iniciativa Liberal                       | 34    | 1,43 / 100,00   | 0,64  |
|                         | LIVRE                                    | 29    | 1,22 / 100,00   | 0,83  |
|                         | Pessoas–Animais–Natureza                 | 27    | 1,14 / 100,00   | 0,25  |
|                         | Outros (com menos de 1,00%)              | 43    | 1,81 / 100,00   |       |
| Votos Inválidos         | Votos Inválidos                          | 117   | 4,93 / 100,00   | 0,21  |
| Total                   | Total                                    | 2 373 | 100,00 / 100,00 |       |
| Eleitorado/Participação | Eleitorado/Participação                  | 4 811 | 49,32 / 100,00  | 11,67 |

| Freguesia                    | %     | %     | %     | %    | %    | %    | %    | Votantes | Taxa de Participação |
| Freguesia                    | AD    | PS    | CH    | BE   | IL   | L    | PAN  | Votantes | Taxa de Participação |
| ---------------------------- | ----- | ----- | ----- | ---- | ---- | ---- | ---- | -------- | -------------------- |
| Freguesia                    |       |       |       |      |      |      |      | Votantes | Taxa de Participação |
| Achada                       | 40,71 | 36,28 | 9,29  | 2,21 | 0,44 | 0    | 2,21 | 226      | 49,34                |
| Achadinha                    | 34,62 | 36,32 | 20,51 | 1,28 | 0    | 0    | 0,43 | 234      | 46,61                |
| Algarvia                     | 43,75 | 26,56 | 14,06 | 0    | 0,78 | 3,13 | 1,56 | 128      | 51,20                |
| Lomba da Fazenda             | 46,38 | 28,43 | 11,72 | 2,74 | 1,75 | 1,25 | 1,25 | 401      | 45,78                |
| Nordeste                     | 43,15 | 27,55 | 13,54 | 2,71 | 2,39 | 2,39 | 1,27 | 628      | 52,86                |
| Salga                        | 34,82 | 36,16 | 19,64 | 1,34 | 0    | 0,45 | 0,45 | 224      | 43,92                |
| Santana                      | 38,56 | 35,17 | 14,41 | 2,12 | 2,97 | 0,85 | 1,27 | 236      | 54,88                |
| Santo António de Nordestinho | 54,09 | 29,56 | 9,43  | 2,52 | 1,89 | 0,63 | 0    | 159      | 51,96                |
| São Pedro de Nordestinho     | 42,06 | 31,77 | 13,57 | 2,06 | 1,43 | 1,22 | 1,14 | 2 373    | 49,32                |

### Ponta Delgada
| Partido                 | Partido                                  | Votos  | %               | +/-   |
| ----------------------- | ---------------------------------------- | ------ | --------------- | ----- |
|                         | Aliança Democrática (PPD/PSD-CDS-PP-PPM) | 11 458 | 38,75 / 100,00  | 6,82  |
|                         | Partido Socialista                       | 7 540  | 25,50 / 100,00  | 14,18 |
|                         | CHEGA                                    | 5 439  | 18,39 / 100,00  | 11,54 |
|                         | Bloco de Esquerda                        | 1 221  | 4,13 / 100,00   | 1,49  |
|                         | Iniciativa Liberal                       | 1 055  | 3,57 / 100,00   | 2,51  |
|                         | LIVRE                                    | 677    | 2,29 / 100,00   | 0,86  |
|                         | Pessoas–Animais–Natureza                 | 646    | 2,18 / 100,00   | 0,20  |
|                         | Coligação Democrática Unitária (PCP-PEV) | 315    | 1,07 / 100,00   | 0,48  |
|                         | Outros (com menos de 1,00%)              | 386    | 1,31 / 100,00   |       |
| Votos Inválidos         | Votos Inválidos                          | 835    | 2,83 / 100,00   | 0,22  |
| Total                   | Total                                    | 29 572 | 100,00 / 100,00 |       |
| Eleitorado/Participação | Eleitorado/Participação                  | 65 382 | 45,23 / 100,00  | 10,24 |

| Freguesia                     | %     | %     | %     | %    | %    | %    | %    | %    | Votantes | Taxa de Participação |
| Freguesia                     | AD    | PS    | CH    | BE   | IL   | L    | PAN  | CDU  | Votantes | Taxa de Participação |
| ----------------------------- | ----- | ----- | ----- | ---- | ---- | ---- | ---- | ---- | -------- | -------------------- |
| Freguesia                     |       |       |       |      |      |      |      |      | Votantes | Taxa de Participação |
| Ajuda da Bretanha             | 33,20 | 20,95 | 35,18 | 2,37 | 1,19 | 1,19 | 0,79 | 0,79 | 253      | 37,26                |
| Arrifes                       | 33,65 | 26,47 | 26,19 | 3,27 | 2,84 | 1,54 | 1,38 | 0,79 | 2 535    | 36,76                |
| Candelária                    | 36,83 | 22,46 | 27,54 | 2,99 | 1,80 | 1,50 | 0,90 | 0    | 334      | 35,91                |
| Capelas                       | 34,51 | 28,03 | 22,75 | 3,06 | 2,88 | 1,38 | 2,22 | 1,02 | 1 666    | 43,98                |
| Covoada                       | 33,11 | 25,88 | 27,19 | 2,41 | 2,85 | 0,88 | 1,75 | 1,10 | 456      | 39,69                |
| Fajã de Baixo                 | 40,16 | 25,97 | 15,26 | 4,42 | 3,88 | 2,78 | 2,29 | 1,19 | 2 445    | 51,83                |
| Fajã de Cima                  | 35,76 | 27,51 | 18,86 | 4,33 | 3,43 | 2,04 | 3,27 | 0,90 | 1 225    | 40,66                |
| Fenais da Luz                 | 36,40 | 20,90 | 26,40 | 2,47 | 3,82 | 1,80 | 2,36 | 0,79 | 890      | 43,93                |
| Feteiras                      | 26,90 | 30,37 | 30,59 | 3,25 | 2,17 | 0,87 | 1,74 | 0,22 | 461      | 31,84                |
| Ginetes                       | 33,03 | 29,79 | 21,25 | 4,39 | 2,54 | 0,92 | 1,15 | 1,62 | 433      | 39,08                |
| Mosteiros                     | 47,41 | 22,62 | 17,17 | 3,27 | 1,63 | 1,09 | 1,09 | 1,36 | 367      | 35,05                |
| Pilar da Bretanha             | 35,89 | 21,37 | 31,85 | 3,23 | 0,81 | 0,81 | 1,61 | 0,81 | 248      | 41,89                |
| Ponta Delgada (São José)      | 44,19 | 25,38 | 11,25 | 4,56 | 4,67 | 2,61 | 2,23 | 1,01 | 2 872    | 49,50                |
| Ponta Delgada (São Pedro)     | 41,72 | 26,20 | 11,89 | 5,38 | 4,12 | 3,02 | 2,42 | 1,26 | 3 809    | 50,43                |
| Ponta Delgada (São Sebastião) | 45,79 | 21,88 | 12,00 | 4,43 | 4,34 | 3,90 | 3,14 | 1,24 | 2 258    | 52,83                |
| Relva                         | 39,79 | 22,46 | 19,44 | 4,75 | 3,62 | 2,71 | 2,11 | 1,06 | 1 327    | 48,77                |
| Remédios                      | 29,34 | 27,92 | 28,49 | 3,13 | 0,85 | 1,99 | 0,85 | 0,28 | 351      | 44,37                |
| Rosto do Cão (Livramento)     | 41,01 | 23,04 | 18,02 | 4,83 | 3,94 | 2,51 | 2,02 | 0,84 | 2 031    | 47,93                |
| Rosto do Cão (São Roque)      | 33,71 | 27,21 | 20,08 | 4,16 | 4,73 | 2,28 | 2,34 | 1,37 | 1 753    | 39,92                |
| Santa Bárbara                 | 23,12 | 34,54 | 27,02 | 2,23 | 2,23 | 1,39 | 3,62 | 1,11 | 359      | 47,61                |
| Santa Clara                   | 39,55 | 28,13 | 13,66 | 5,15 | 3,21 | 2,54 | 2,61 | 1,87 | 1 340    | 46,56                |
| Santo António                 | 39,11 | 26,22 | 21,92 | 2,01 | 2,01 | 1,29 | 2,01 | 0,72 | 698      | 43,54                |
| São Vicente Ferreira          | 40,58 | 19,42 | 22,74 | 3,90 | 3,65 | 1,58 | 1,58 | 1,00 | 1 205    | 51,56                |
| Sete Cidades                  | 29,69 | 44,14 | 18,36 | 1,56 | 1,56 | 0,39 | 0,78 | 0,78 | 256      | 39,57                |
| Ponta Delgada                 | 38,75 | 25,50 | 18,39 | 4,13 | 3,57 | 2,29 | 2,18 | 1,07 | 29 572   | 45,23                |

### Povoação
| Partido                 | Partido                                  | Votos | %               | +/-   |
| ----------------------- | ---------------------------------------- | ----- | --------------- | ----- |
|                         | Aliança Democrática (PPD/PSD-CDS-PP-PPM) | 984   | 35,68 / 100,00  | 10,02 |
|                         | Partido Socialista                       | 893   | 32,38 / 100,00  | 18,93 |
|                         | CHEGA                                    | 534   | 19,36 / 100,00  | 11,77 |
|                         | Bloco de Esquerda                        | 87    | 3,15 / 100,00   | 0,65  |
|                         | Iniciativa Liberal                       | 40    | 1,45 / 100,00   | 1,23  |
|                         | Pessoas–Animais–Natureza                 | 38    | 1,38 / 100,00   | 0,18  |
|                         | LIVRE                                    | 35    | 1,27 / 100,00   | 0,88  |
|                         | Outros (com menos de 1,00%)              | 35    | 1,27 / 100,00   |       |
| Votos Inválidos         | Votos Inválidos                          | 112   | 4,06 / 100,00   | 0,37  |
| Total                   | Total                                    | 2 758 | 100,00 / 100,00 |       |
| Eleitorado/Participação | Eleitorado/Participação                  | 6 274 | 43,96 / 100,00  | 11,70 |

| Freguesia                  | %     | %     | %     | %    | %    | %    | %    | Votantes | Taxa de Participação |
| Freguesia                  | AD    | PS    | CH    | BE   | IL   | PAN  | L    | Votantes | Taxa de Participação |
| -------------------------- | ----- | ----- | ----- | ---- | ---- | ---- | ---- | -------- | -------------------- |
| Freguesia                  |       |       |       |      |      |      |      | Votantes | Taxa de Participação |
| Água Retorta               | 33,49 | 40,67 | 14,83 | 0    | 0,48 | 1,44 | 0    | 209      | 48,60                |
| Faial da Terra             | 29,63 | 40,12 | 20,37 | 2,47 | 1,23 | 0    | 0    | 162      | 40,50                |
| Furnas                     | 30,17 | 27,15 | 25,64 | 4,98 | 2,11 | 2,87 | 2,71 | 663      | 44,62                |
| Nossa Senhora dos Remédios | 44,31 | 29,22 | 18,24 | 1,96 | 0,98 | 0,59 | 0,20 | 510      | 44,66                |
| Povoação                   | 38,50 | 32,70 | 17,41 | 2,12 | 1,67 | 0,78 | 1,56 | 896      | 44,42                |
| Ribeira Quente             | 29,87 | 38,05 | 16,04 | 6,60 | 0,94 | 1,89 | 0,63 | 318      | 39,80                |
| Povoação                   | 35,68 | 32,38 | 19,36 | 3,15 | 1,45 | 1,38 | 1,27 | 2 758    | 43,96                |

### Ribeira Grande
| Partido                 | Partido                                  | Votos  | %               | +/-   |
| ----------------------- | ---------------------------------------- | ------ | --------------- | ----- |
|                         | Aliança Democrática (PPD/PSD-CDS-PP-PPM) | 4 139  | 37,15 / 100,00  | 5,46  |
|                         | Partido Socialista                       | 2 849  | 25,57 / 100,00  | 15,87 |
|                         | CHEGA                                    | 2 436  | 21,87 / 100,00  | 13,58 |
|                         | Bloco de Esquerda                        | 437    | 3,92 / 100,00   | 2,15  |
|                         | Iniciativa Liberal                       | 278    | 2,50 / 100,00   | 1,04  |
|                         | Pessoas–Animais–Natureza                 | 217    | 1,95 / 100,00   | 0,35  |
|                         | LIVRE                                    | 157    | 1,41 / 100,00   | 0,61  |
|                         | Outros (com menos de 1,00%)              | 234    | 2,10 / 100,00   |       |
| Votos Inválidos         | Votos Inválidos                          | 394    | 3,54 / 100,00   | 0,08  |
| Total                   | Total                                    | 11 141 | 100,00 / 100,00 |       |
| Eleitorado/Participação | Eleitorado/Participação                  | 28 931 | 38,51 / 100,00  | 12,71 |

| Freguesia                  | %     | %     | %     | %    | %    | %    | %    | Votantes | Taxa de Participação |
| Freguesia                  | AD    | PS    | CH    | BE   | IL   | PAN  | L    | Votantes | Taxa de Participação |
| -------------------------- | ----- | ----- | ----- | ---- | ---- | ---- | ---- | -------- | -------------------- |
| Freguesia                  |       |       |       |      |      |      |      | Votantes | Taxa de Participação |
| Calhetas                   | 38,90 | 17,53 | 25,75 | 3,56 | 3,29 | 1,37 | 1,37 | 365      | 45,12                |
| Fenais da Ajuda            | 42,15 | 17,44 | 28,78 | 1,45 | 0,58 | 0,87 | 1,16 | 344      | 36,95                |
| Lomba da Maia              | 41,59 | 25,23 | 17,05 | 5,45 | 2,27 | 0,23 | 1,14 | 440      | 41,79                |
| Lomba de São Pedro         | 29,75 | 38,84 | 20,66 | 0,83 | 0,83 | 0,83 | 0    | 121      | 38,17                |
| Maia                       | 32,51 | 32,90 | 21,59 | 3,25 | 1,95 | 1,17 | 0,91 | 769      | 44,84                |
| Pico da Pedra              | 36,82 | 22,54 | 20,87 | 6,45 | 4,09 | 2,70 | 1,94 | 1 442    | 50,85                |
| Porto Formoso              | 36,20 | 29,64 | 22,85 | 1,13 | 1,81 | 1,13 | 1,58 | 442      | 41,00                |
| Rabo de Peixe              | 38,34 | 21,89 | 25,54 | 4,57 | 2,06 | 1,34 | 1,23 | 1 946    | 25,34                |
| Ribeira Grande (Conceição) | 33,89 | 30,78 | 19,18 | 4,37 | 3,11 | 2,44 | 2,35 | 1 189    | 50,32                |
| Ribeira Grande (Matriz)    | 35,09 | 27,80 | 19,53 | 3,98 | 3,01 | 2,85 | 1,58 | 1 331    | 38,15                |
| Ribeira Seca               | 41,87 | 24,61 | 19,80 | 3,63 | 2,09 | 2,27 | 1,45 | 1 101    | 42,15                |
| Ribeirinha                 | 36,70 | 23,85 | 24,97 | 3,00 | 1,75 | 2,50 | 1,12 | 801      | 34,83                |
| Santa Bárbara              | 30,59 | 31,66 | 22,00 | 1,43 | 1,97 | 2,33 | 0,36 | 559      | 47,78                |
| São Brás                   | 51,55 | 19,59 | 16,84 | 1,72 | 2,06 | 1,03 | 0,34 | 291      | 50,26                |
| Ribeira Grande             | 37,15 | 25,57 | 21,87 | 3,92 | 2,50 | 1,95 | 1,41 | 11 141   | 38,51                |

### Santa Cruz da Graciosa
| Partido                 | Partido                                  | Votos | %               | +/-   |
| ----------------------- | ---------------------------------------- | ----- | --------------- | ----- |
|                         | Aliança Democrática (PPD/PSD-CDS-PP-PPM) | 877   | 44,03 / 100,00  | 5,72  |
|                         | Partido Socialista                       | 729   | 36,60 / 100,00  | 10,27 |
|                         | CHEGA                                    | 180   | 9,04 / 100,00   | 6,02  |
|                         | Bloco de Esquerda                        | 33    | 1,66 / 100,00   | 0,52  |
|                         | Iniciativa Liberal                       | 24    | 1,20 / 100,00   | 1,20  |
|                         | Outros (com menos de 1,00%)              | 56    | 2,80 / 100,00   |       |
| Votos Inválidos         | Votos Inválidos                          | 93    | 4,66 / 100,00   | 0,97  |
| Total                   | Total                                    | 1 992 | 100,00 / 100,00 |       |
| Eleitorado/Participação | Eleitorado/Participação                  | 3 870 | 51,47 / 100,00  | 5,96  |

| Freguesia              | %     | %     | %     | %    | %    | Votantes | Taxa de Participação |
| Freguesia              | AD    | PS    | CH    | BE   | IL   | Votantes | Taxa de Participação |
| ---------------------- | ----- | ----- | ----- | ---- | ---- | -------- | -------------------- |
| Freguesia              |       |       |       |      |      | Votantes | Taxa de Participação |
| Guadalupe              | 54,55 | 27,48 | 8,67  | 1,27 | 0,42 | 473      | 49,32                |
| Luz                    | 35,13 | 43,35 | 13,61 | 0,63 | 1,27 | 316      | 49,07                |
| Santa Cruz da Graciosa | 42,87 | 35,57 | 8,38  | 2,51 | 1,80 | 835      | 52,88                |
| São Mateus             | 40,76 | 44,84 | 7,07  | 1,09 | 0,82 | 368      | 53,49                |
| Santa Cruz da Graciosa | 44,03 | 36,60 | 9,04  | 1,66 | 1,20 | 1 992    | 51,47                |

### Santa Cruz das Flores
| Partido                 | Partido                                  | Votos | %               | +/-   |
| ----------------------- | ---------------------------------------- | ----- | --------------- | ----- |
|                         | Partido Socialista                       | 372   | 38,83 / 100,00  | 11,43 |
|                         | Aliança Democrática (PPD/PSD-CDS-PP-PPM) | 301   | 31,42 / 100,00  | 7,00  |
|                         | CHEGA                                    | 142   | 14,82 / 100,00  | 8,10  |
|                         | Coligação Democrática Unitária (PCP-PEV) | 33    | 3,44 / 100,00   | 0,73  |
|                         | Bloco de Esquerda                        | 26    | 2,71 / 100,00   | 1,30  |
|                         | Iniciativa Liberal                       | 19    | 1,98 / 100,00   | 0,73  |
|                         | LIVRE                                    | 10    | 1,04 / 100,00   | 0,26  |
|                         | Outros (com menos de 1,00%)              | 25    | 2,61 / 100,00   |       |
| Votos Inválidos         | Votos Inválidos                          | 30    | 3,14 / 100,00   | 1,51  |
| Total                   | Total                                    | 958   | 100,00 / 100,00 |       |
| Eleitorado/Participação | Eleitorado/Participação                  | 1 837 | 52,15 / 100,00  | 9,72  |

| Freguesia             | %     | %     | %     | %    | %    | %    | %    | Votantes | Taxa de Participação |
| Freguesia             | PS    | AD    | CH    | CDU  | BE   | IL   | L    | Votantes | Taxa de Participação |
| --------------------- | ----- | ----- | ----- | ---- | ---- | ---- | ---- | -------- | -------------------- |
| Freguesia             |       |       |       |      |      |      |      | Votantes | Taxa de Participação |
| Caveira               | 59,52 | 14,29 | 7,14  | 4,76 | 7,14 | 2,38 | 0    | 42       | 61,76                |
| Cedros                | 38,33 | 21,67 | 23,33 | 8,33 | 1,67 | 0    | 0    | 60       | 54,55                |
| Ponta Delgada         | 32,09 | 44,78 | 10,45 | 2,99 | 0,75 | 0    | 1,49 | 134      | 44,82                |
| Santa Cruz das Flores | 38,92 | 30,75 | 15,37 | 3,05 | 3,05 | 2,35 | 1,11 | 722      | 53,09                |
| Santa Cruz das Flores | 38,83 | 31,42 | 14,82 | 3,44 | 2,71 | 1,98 | 1,04 | 958      | 52,15                |

### São Roque do Pico
| Partido                 | Partido                                  | Votos | %               | +/-   |
| ----------------------- | ---------------------------------------- | ----- | --------------- | ----- |
|                         | Aliança Democrática (PPD/PSD-CDS-PP-PPM) | 739   | 44,20 / 100,00  | 8,36  |
|                         | Partido Socialista                       | 508   | 30,38 / 100,00  | 14,83 |
|                         | CHEGA                                    | 185   | 11,06 / 100,00  | 6,56  |
|                         | Bloco de Esquerda                        | 45    | 2,69 / 100,00   | 0,85  |
|                         | Iniciativa Liberal                       | 32    | 1,91 / 100,00   | 0,74  |
|                         | LIVRE                                    | 30    | 1,79 / 100,00   | 1,13  |
|                         | Pessoas–Animais–Natureza                 | 21    | 1,26 / 100,00   | 0,07  |
|                         | Alternativa Democrática Nacional         | 20    | 1,20 / 100,00   | 0,83  |
|                         | Outros (com menos de 1,00%)              | 14    | 0,84 / 100,00   |       |
| Votos Inválidos         | Votos Inválidos                          | 78    | 4,67 / 100,00   | 0,24  |
| Total                   | Total                                    | 1 672 | 100,00 / 100,00 |       |
| Eleitorado/Participação | Eleitorado/Participação                  | 3 301 | 50,65 / 100,00  | 9,04  |

| Freguesia         | %     | %     | %     | %    | %    | %    | %    | %    | Votantes | Taxa de Participação |
| Freguesia         | AD    | PS    | CH    | BE   | IL   | L    | PAN  | ADN  | Votantes | Taxa de Participação |
| ----------------- | ----- | ----- | ----- | ---- | ---- | ---- | ---- | ---- | -------- | -------------------- |
| Freguesia         |       |       |       |      |      |      |      |      | Votantes | Taxa de Participação |
| Prainha           | 44,87 | 32,32 | 7,98  | 2,66 | 1,90 | 0,38 | 0,38 | 1,90 | 263      | 48,79                |
| Santa Luzia       | 44,29 | 29,68 | 14,16 | 1,83 | 0,91 | 2,28 | 1,37 | 0,46 | 219      | 44,51                |
| Santo Amaro       | 43,35 | 35,84 | 5,78  | 1,16 | 2,31 | 1,73 | 1,16 | 1,16 | 173      | 62,91                |
| Santo António     | 34,86 | 36,22 | 15,95 | 2,16 | 2,70 | 1,08 | 1,89 | 0,54 | 370      | 51,03                |
| São Roque do Pico | 49,46 | 25,04 | 9,89  | 3,71 | 1,70 | 2,63 | 1,24 | 1,55 | 647      | 50,94                |
| São Roque do Pico | 44,20 | 30,38 | 11,06 | 2,69 | 1,91 | 1,79 | 1,26 | 1,20 | 1 672    | 50,65                |

### Velas
| Partido                 | Partido                                  | Votos | %               | +/-   |
| ----------------------- | ---------------------------------------- | ----- | --------------- | ----- |
|                         | Aliança Democrática (PPD/PSD-CDS-PP-PPM) | 1 230 | 48,89 / 100,00  | 9,94  |
|                         | Partido Socialista                       | 702   | 27,90 / 100,00  | 13,40 |
|                         | CHEGA                                    | 253   | 10,06 / 100,00  | 5,66  |
|                         | Bloco de Esquerda                        | 62    | 2,46 / 100,00   | 0,39  |
|                         | Coligação Democrática Unitária (PCP-PEV) | 49    | 1,95 / 100,00   | 0,30  |
|                         | Iniciativa Liberal                       | 43    | 1,71 / 100,00   | 1,49  |
|                         | Alternativa Democrática Nacional         | 29    | 1,15 / 100,00   | 0,10  |
|                         | LIVRE                                    | 28    | 1,11 / 100,00   | 0,41  |
|                         | Outros (com menos de 1,00%)              | 34    | 1,35 / 100,00   |       |
| Votos Inválidos         | Votos Inválidos                          | 86    | 3,42 / 100,00   | 0,02  |
| Total                   | Total                                    | 2 516 | 100,00 / 100,00 |       |
| Eleitorado/Participação | Eleitorado/Participação                  | 4 992 | 50,40 / 100,00  | 10,19 |

| Freguesia    | %     | %     | %     | %    | %    | %    | %    | %    | Votantes | Taxa de Participação |
| Freguesia    | AD    | PS    | CH    | BE   | CDU  | IL   | ADN  | L    | Votantes | Taxa de Participação |
| ------------ | ----- | ----- | ----- | ---- | ---- | ---- | ---- | ---- | -------- | -------------------- |
| Freguesia    |       |       |       |      |      |      |      |      | Votantes | Taxa de Participação |
| Manadas      | 55,97 | 20,75 | 9,43  | 1,89 | 1,26 | 0,63 | 1,26 | 0,63 | 159      | 44,92                |
| Norte Grande | 56,78 | 24,18 | 9,52  | 0,73 | 2,93 | 1,10 | 1,47 | 0,73 | 273      | 50,84                |
| Rosais       | 51,24 | 25,78 | 9,32  | 2,80 | 1,86 | 1,24 | 1,86 | 0,62 | 322      | 46,26                |
| Santo Amaro  | 48,61 | 28,47 | 11,81 | 2,55 | 2,08 | 0,93 | 0,46 | 1,16 | 432      | 51,86                |
| Urzelina     | 51,21 | 21,98 | 12,09 | 1,98 | 2,42 | 2,64 | 1,32 | 1,76 | 455      | 54,17                |
| Velas        | 43,20 | 33,94 | 8,69  | 3,20 | 1,49 | 2,17 | 1,03 | 1,14 | 875      | 50,52                |
| Velas        | 48,89 | 27,90 | 10,06 | 2,46 | 1,95 | 1,71 | 1,15 | 1,11 | 2 516    | 50,40                |

### Vila da Praia da Vitória
| Partido                 | Partido                                  | Votos  | %               | +/-   |
| ----------------------- | ---------------------------------------- | ------ | --------------- | ----- |
|                         | Aliança Democrática (PPD/PSD-CDS-PP-PPM) | 3 726  | 41,29 / 100,00  | 3,52  |
|                         | Partido Socialista                       | 2 830  | 31,36 / 100,00  | 11,28 |
|                         | CHEGA                                    | 1 259  | 13,95 / 100,00  | 8,41  |
|                         | Iniciativa Liberal                       | 257    | 2,85 / 100,00   | 0,82  |
|                         | Bloco de Esquerda                        | 223    | 2,47 / 100,00   | 0,38  |
|                         | LIVRE                                    | 120    | 1,33 / 100,00   | 0,66  |
|                         | Outros (com menos de 1,00%)              | 259    | 2,87 / 100,00   |       |
| Votos Inválidos         | Votos Inválidos                          | 350    | 3,88 / 100,00   | 0,50  |
| Total                   | Total                                    | 9 024  | 100,00 / 100,00 |       |
| Eleitorado/Participação | Eleitorado/Participação                  | 19 657 | 45,91 / 100,00  | 6,85  |

| Freguesia                     | %     | %     | %     | %    | %    | %    | Votantes | Taxa de Participação |
| Freguesia                     | AD    | PS    | CH    | IL   | BE   | L    | Votantes | Taxa de Participação |
| ----------------------------- | ----- | ----- | ----- | ---- | ---- | ---- | -------- | -------------------- |
| Freguesia                     |       |       |       |      |      |      | Votantes | Taxa de Participação |
| Agualva                       | 42,12 | 38,85 | 9,05  | 2,65 | 1,40 | 1,25 | 641      | 49,57                |
| Biscoitos                     | 43,87 | 27,04 | 15,57 | 2,04 | 1,73 | 1,10 | 636      | 41,62                |
| Cabo da Praia                 | 41,40 | 29,57 | 18,55 | 1,61 | 1,34 | 2,15 | 372      | 54,87                |
| Fonte do Bastardo             | 49,45 | 24,54 | 12,45 | 3,66 | 2,56 | 0,73 | 546      | 46,75                |
| Fontinhas                     | 48,66 | 28,23 | 10,35 | 2,82 | 1,88 | 0,54 | 744      | 51,20                |
| Lajes                         | 39,52 | 31,47 | 16,09 | 1,76 | 2,26 | 0,99 | 1 417    | 45,43                |
| Porto Martins                 | 51,33 | 24,50 | 8,50  | 2,50 | 3,50 | 1,67 | 600      | 52,54                |
| Praia da Vitória (Santa Cruz) | 36,55 | 32,52 | 15,20 | 3,42 | 3,34 | 2,05 | 2 632    | 41,59                |
| Quatro Ribeiras               | 40,30 | 37,31 | 11,44 | 4,48 | 2,99 | 0,50 | 201      | 54,62                |
| São Brás                      | 38,46 | 31,81 | 17,88 | 3,74 | 1,66 | 0,83 | 481      | 48,00                |
| Vila Nova                     | 39,12 | 36,87 | 13,26 | 3,05 | 1,99 | 0,80 | 754      | 47,78                |
| Vila da Praia da Vitória      | 41,29 | 31,36 | 13,95 | 2,85 | 2,47 | 1,33 | 9 024    | 45,91                |

### Vila do Porto
| Partido                 | Partido                                  | Votos | %               | +/-   |
| ----------------------- | ---------------------------------------- | ----- | --------------- | ----- |
|                         | Aliança Democrática (PPD/PSD-CDS-PP-PPM) | 772   | 34,60 / 100,00  | 10,71 |
|                         | Partido Socialista                       | 752   | 33,71 / 100,00  | 18,93 |
|                         | CHEGA                                    | 280   | 12,55 / 100,00  | 7,86  |
|                         | Bloco de Esquerda                        | 117   | 5,24 / 100,00   | 0,23  |
|                         | Iniciativa Liberal                       | 65    | 2,91 / 100,00   | 0,36  |
|                         | LIVRE                                    | 53    | 2,38 / 100,00   | 1,54  |
|                         | Coligação Democrática Unitária (PCP-PEV) | 30    | 1,34 / 100,00   | 0,66  |
|                         | Outros (com menos de 1,00%)              | 48    | 2,15 / 100,00   |       |
| Votos Inválidos         | Votos Inválidos                          | 114   | 5,11 / 100,00   | 0,58  |
| Total                   | Total                                    | 2 231 | 100,00 / 100,00 |       |
| Eleitorado/Participação | Eleitorado/Participação                  | 5 203 | 42,88 / 100,00  | 7,45  |

| Freguesia      | %     | %     | %     | %    | %    | %    | %    | Votantes | Taxa de Participação |
| Freguesia      | AD    | PS    | CH    | BE   | IL   | L    | CDU  | Votantes | Taxa de Participação |
| -------------- | ----- | ----- | ----- | ---- | ---- | ---- | ---- | -------- | -------------------- |
| Freguesia      |       |       |       |      |      |      |      | Votantes | Taxa de Participação |
| Almagreira     | 37,82 | 28,57 | 17,23 | 4,62 | 3,36 | 1,26 | 1,26 | 238      | 41,75                |
| Santa Bárbara  | 35,33 | 34,73 | 10,78 | 4,79 | 1,80 | 1,20 | 1,80 | 167      | 38,57                |
| Santo Espírito | 37,99 | 33,62 | 13,97 | 4,80 | 0,87 | 0,44 | 0,87 | 229      | 36,23                |
| São Pedro      | 33,11 | 33,45 | 11,15 | 9,12 | 1,69 | 1,35 | 1,69 | 296      | 41,63                |
| Vila do Porto  | 33,67 | 34,59 | 11,99 | 4,61 | 3,61 | 3,31 | 1,31 | 1 301    | 45,54                |
| Vila do Porto  | 34,60 | 33,71 | 12,55 | 5,24 | 2,91 | 2,38 | 1,34 | 2 231    | 42,88                |

### Vila Franca do Campo
| Partido                 | Partido                                  | Votos  | %               | +/-   |
| ----------------------- | ---------------------------------------- | ------ | --------------- | ----- |
|                         | Aliança Democrática (PPD/PSD-CDS-PP-PPM) | 1 573  | 36,80 / 100,00  | 3,04  |
|                         | Partido Socialista                       | 1 161  | 27,16 / 100,00  | 19,32 |
|                         | CHEGA                                    | 1 021  | 23,89 / 100,00  | 16,67 |
|                         | Bloco de Esquerda                        | 109    | 2,55 / 100,00   | 0,02  |
|                         | Iniciativa Liberal                       | 84     | 1,97 / 100,00   | 0,41  |
|                         | Pessoas–Animais–Natureza                 | 81     | 1,90 / 100,00   | 0,32  |
|                         | LIVRE                                    | 51     | 1,19 / 100,00   | 0,48  |
|                         | Outros (com menos de 1,00%)              | 81     | 1,89 / 100,00   |       |
| Votos Inválidos         | Votos Inválidos                          | 113    | 2,64 / 100,00   | 0,70  |
| Total                   | Total                                    | 4 274  | 100,00 / 100,00 |       |
| Eleitorado/Participação | Eleitorado/Participação                  | 10 531 | 40,58 / 100,00  | 9,62  |

| Freguesia                         | %     | %     | %     | %    | %    | %    | %    | Votantes | Taxa de Participação |
| Freguesia                         | AD    | PS    | CH    | BE   | IL   | PAN  | L    | Votantes | Taxa de Participação |
| --------------------------------- | ----- | ----- | ----- | ---- | ---- | ---- | ---- | -------- | -------------------- |
| Freguesia                         |       |       |       |      |      |      |      | Votantes | Taxa de Participação |
| Água de Alto                      | 32,62 | 32,93 | 22,87 | 2,29 | 3,35 | 1,37 | 1,52 | 656      | 40,92                |
| Ponta Garça                       | 38,03 | 23,71 | 26,65 | 2,47 | 1,11 | 2,07 | 0,72 | 1 257    | 40,44                |
| Ribeira das Tainhas               | 29,07 | 40,89 | 15,34 | 1,28 | 1,92 | 3,19 | 1,92 | 313      | 49,92                |
| Ribeira Seca                      | 39,65 | 22,44 | 25,71 | 3,49 | 1,96 | 1,31 | 1,74 | 459      | 44,52                |
| Vila Franca do Campo (São Miguel) | 37,47 | 26,41 | 23,49 | 3,24 | 2,09 | 1,57 | 1,04 | 958      | 35,52                |
| Vila Franca do Campo (São Pedro)  | 39,46 | 25,83 | 22,98 | 1,90 | 2,06 | 2,38 | 1,27 | 631      | 43,07                |
| Vila Franca do Campo              | 36,80 | 27,16 | 23,89 | 2,55 | 1,97 | 1,90 | 1,19 | 4 274    | 40,58                |

## Lista de Deputados Eleitos
A lista apresentada é conforme a aplicação do Método D'Hondt:
| N.º | Nome                                       | Partido | Partido            | Partido                       | Quociente |
| --- | ------------------------------------------ | ------- | ------------------ | ----------------------------- | --------- |
| 1   | Paulo Alexandre Luís Botelho Moniz         |         |                    | Aliança Democrática (PPD/PSD) | 42343     |
| 2   | Francisco César                            |         | Partido Socialista | Partido Socialista            | 31015     |
| 3   | Francisco José Duarte Pimentel             |         |                    | Aliança Democrática (PPD/PSD) | 21171,5   |
| 4   | Miguel António Taveira Franco Sousa Arruda |         | CHEGA              | CHEGA                         | 16744     |
| 5   | Sérgio Humberto Rocha de Ávila             |         | Partido Socialista | Partido Socialista            | 15507,5   |